# Vườn thực vật Orle
Vườn thực vật Orle - được thành lập năm 1995 nằm quanh làng Orle. Nó được thành lập như một khu vườn thực vật vào năm 2010 bởi Tổng Giám đốc Bảo vệ Môi trường. Tổng diện tích của Vườn là 90 hecta và có hơn hai nghìn cây và các loại cây khác nhau. Giám đốc của Vườn là Maria Buzalska. Khu vườn đang được phát triển liên tục và hàng ngàn cây đã được trồng ở đó kể từ khi thành lập. Ngay từ đầu, sự giám sát khoa học đã được cung cấp bởi giáo sư Urszula Nawrocka-Grześkowiak từ Khoa Dendrology và Green Area Shaping của Đại học Szczecin West-Pomeranian.

## Vị trí
Khu vườn nằm trong Tiểu vùng Kaszuby của Vùng Pomerania và không xa Công viên Phong cảnh Wdzydze. Nó có thể được vào bằng đường cao tốc A1 chỉ cách đó 35 km.

## Bộ phận và bộ sưu tập thực vật
Khu vực của vườn thực vật được chia thành hai phần: một khu vực riêng tư dành cho khách tham quan bên ngoài và khu vực công cộng có thể được thưởng thức bởi các nhóm và những người quan tâm đến việc thưởng thức nó. Các phần cụ thể của khu vườn được phân chia bởi những con đường trải nhựa và lối đi cho phép du khách dễ dàng tiếp cận tất cả các nhà máy. Hiện tại, hơn 4000 loài cây và bụi rậm cũng như 450 loài cây lâu năm đang phát triển trong khu vườn đuôi gai. Bộ sưu tập là một trợ giúp đáng kể cho các nhà khoa học trong việc đánh dấu các loài thực vật riêng biệt. Nó cũng là một điểm thu hút du lịch và một điểm giáo dục và giải trí cho du khách.
Có những bộ sưu tập lớn các loại cây trong vườn sau đây: sồi, phong, sồi, hạt dẻ, bạch dương, gỗ cây mộc lan, tro núi, cây tuyết, linh sam, (Chamaecyparis sp.), Cây bạch quả, cây vân sam, cây thông, cây thông.
Trong vườn thực vật bạn có thể tìm thấy:

### Vườn
- Vườn Trung Quốc (vườn nước)
- Vườn thảo dược (bốn mùa)

### Glens
- Glen bí ẩn
- Một Glen ẩm

### Bộ sưu tập
- Sồi
- Cây thông
- Cây phong
- Bạch dương
- Hạt dẻ
- Cây bạch quả
- Những cây thông